# Irina Klimanova
Irina Klimanova (en ruso ирина климанова, Moscú, Rusia, 17 de agosto de 1987) es un voleibolista rusa que se desempeña como bloqueadora central. Ha pasado por diversos clubes de Rusia, Israel, Perú, Azerbaiyán, siendo este último país donde actualmente juega. Fue parte de la Selección femenina de voleibol de Rusia.

## Estadísticas

### Clubes
| Club                 | País       | Año       |
| -------------------- | ---------- | --------- |
| Dinamo Moscow        | Rusia      | 2004-2005 |
| Fakel Novy Urengoy   | Rusia      | 2005-2006 |
| Samorodok Khabarovsk | Rusia      | 2006-2007 |
| VC Tyumen            | Rusia      | 2007-2009 |
| Proton-Saratov       | Rusia      | 2009-2011 |
| Yenisey Krasnoyarsk  | Rusia      | 2011-2013 |
| Khara Mori           | Rusia      | 2013-2014 |
| VK Primorochka       | Rusia      | 2014-2015 |
| Voronezh             | Rusia      | 2015-2017 |
| Maccabi XT Haifa     | Israel     | 2017-2018 |
| VK Primorochka       | Rusia      | 2018-2020 |
| Yenisey Krasnoyarsk  | Rusia      | 2021-2022 |
| Alianza Lima         | Perú       | 2022      |
| Gence VK             | Azerbaiyán | 2023-Act. |